# Herman I van Weimar-Orlamünde
Herman I van Weimar-Orlamünde (circa 1130 - 19 oktober 1176) was van 1167 tot 1176 graaf van Weimar-Orlamünde. Hij behoorde tot het huis Ascaniërs.

## Levensloop
Herman I was een zoon van markgraaf Albrecht de Beer van Brandenburg en Sophia van Winzenburg, dochter van graaf Herman I van Winzenburg. Hij was gehuwd met ene Irmgard (overleden tussen 1174 en 1180), wier afkomst niet bekend is. Ze kregen een zoon Siegfried III (1155-1206), die Herman opvolgde als graaf van Weimar-Orlamünde.
In 1167 kreeg Herman van zijn vader het graafschap Weimar-Orlamünde toegewezen, dat hij tot zijn dood in 1176 bleef besturen. Tijdens zijn bewind kwam hij in conflict met landgraaf Lodewijk III van Thüringen, die in 1174 de burcht van Weimar liet vernietigen. 